# Elecciones a la Asamblea Nacional Constituyente de Costa Rica de 1917
Las elecciones de diputados a la Asamblea Nacional Constituyente de Costa Rica de 1917 se realizaron el 1 de abril de ese año al mismo tiempo que las elecciones presidenciales convocadas por el presidente de facto Federico Alberto Tinoco Granados. Dichas elecciones se hicieron con la finalidad de legitimar al régimen que se impuso tras el golpe de Estado del 27 de enero de ese mismo año. Como era común en Costa Rica, se convocaba a una Constituyente por parte de los golpistas tras el derrocamiento de un gobierno, como sucedió con la mayoría de constituciones, incluyendo la aún vigente de 1949. La convocatoria se hizo según la Ley Electoral vigente y se estableció que el número de diputados sería igual al del Parlamento (42) y su elección por provincia sería también la misma.
Tinoco fue candidato único sin rivales, postulado por el Partido Peliquista que gravitaba en torno suyo. Naturalmente este partido también arrasó en las elecciones obteniendo 40 de los 42 diputados, siendo los otros dos Otilio Ulate Blanco y Otto Cortés Fernández (hijo de León Cortés Castro) electos por el «Partido Tinoquista».